# 沙穆瓦洛格约
沙穆瓦洛格约（法語：Charmois-l'Orgueilleux，法語發音：[ʃaʁmwa lɔʁɡœjø] ⓘ）是法国大東部大區孚日省的一个市镇，属于埃皮纳勒区。

## 地理
沙穆瓦洛格约（48°6'12"N, 6°16'14"E）面积35.92 平方千米，位于法国大東部大區孚日省，该省份为法国东北部内陆省份，北起默兹省和默尔特-摩泽尔省，西接上马恩省，南至上索恩省和贝尔福地区省，东临上莱茵省和下莱茵省。
与沙穆瓦洛格约接壤的市镇（或旧市镇、城区）包括：于兹曼、维奥梅尼勒、克塞蒂尼、拉沙佩勒欧布瓦、多马坦欧布瓦、埃克勒、阿罗勒、拉艾、拉沃日莱班。

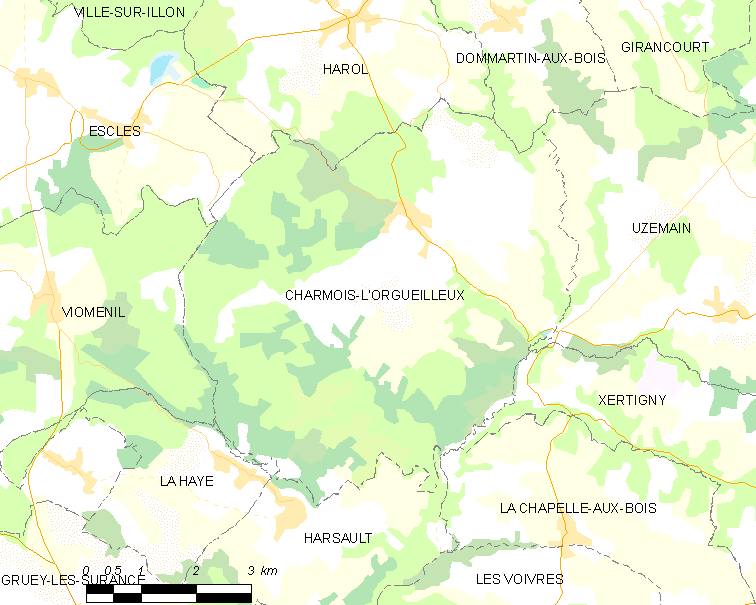
沙穆瓦洛格约的OSM定位图

沙穆瓦洛格约的时区为UTC+01:00、UTC+02:00（夏令时）。

## 行政
沙穆瓦洛格约的邮政编码为88270，INSEE市镇编码为88092。

## 政治
沙穆瓦洛格约所属的省级选区为勒瓦勒达若勒县。

## 人口

1962-2008年间沙穆瓦洛格约人口变化图示

沙穆瓦洛格约于2022年1月1日时的人口数量为584人。